# Wieża wodna we Frankfurcie nad Odrą
Wieża wodna we Frankfurcie nad Odrą (Planetarium) – została wybudowana w latach 1872–1874 w Neuberesinchen. Projektem i budową kierował inżynier i dyrektor wodociągów Friedrich Schmetzer (1842–1918). Koszty całego przedsięwzięcia wyniosły ok. 108 300 reichsmarek.
Na parterze znajdowały się pomieszczenie na kocioł grzewczy i klatka schodowa. Pomieszczenia na pierwszym i drugim piętrze zostały zagospodarowane na mieszkania. Zbiornik miał pojemność 400 m³.
W 1970 nauczyciel fizyki Willi Geiseler otrzymał polecenie usunąć zbiornik i urządzić w jego miejscu planetarium. W ten sposób powstało mini-planetarium ZKP 1 kombinatu optycznego Carl Zeiss Jena. Od 1978 było ono wykorzystywane do nauki astronomii. Bezpośrednio pod planetarium urządzono laboratorium fotograficzne szkoły Pestalozzi-Schule.
Planetarium i platforma widokowa otwarte są dla zwiedzających. Głównym użytkownikiem budowli jest jednak Kinderschutzbund.